# Liste der Wappen mit dem Mainzer Rad

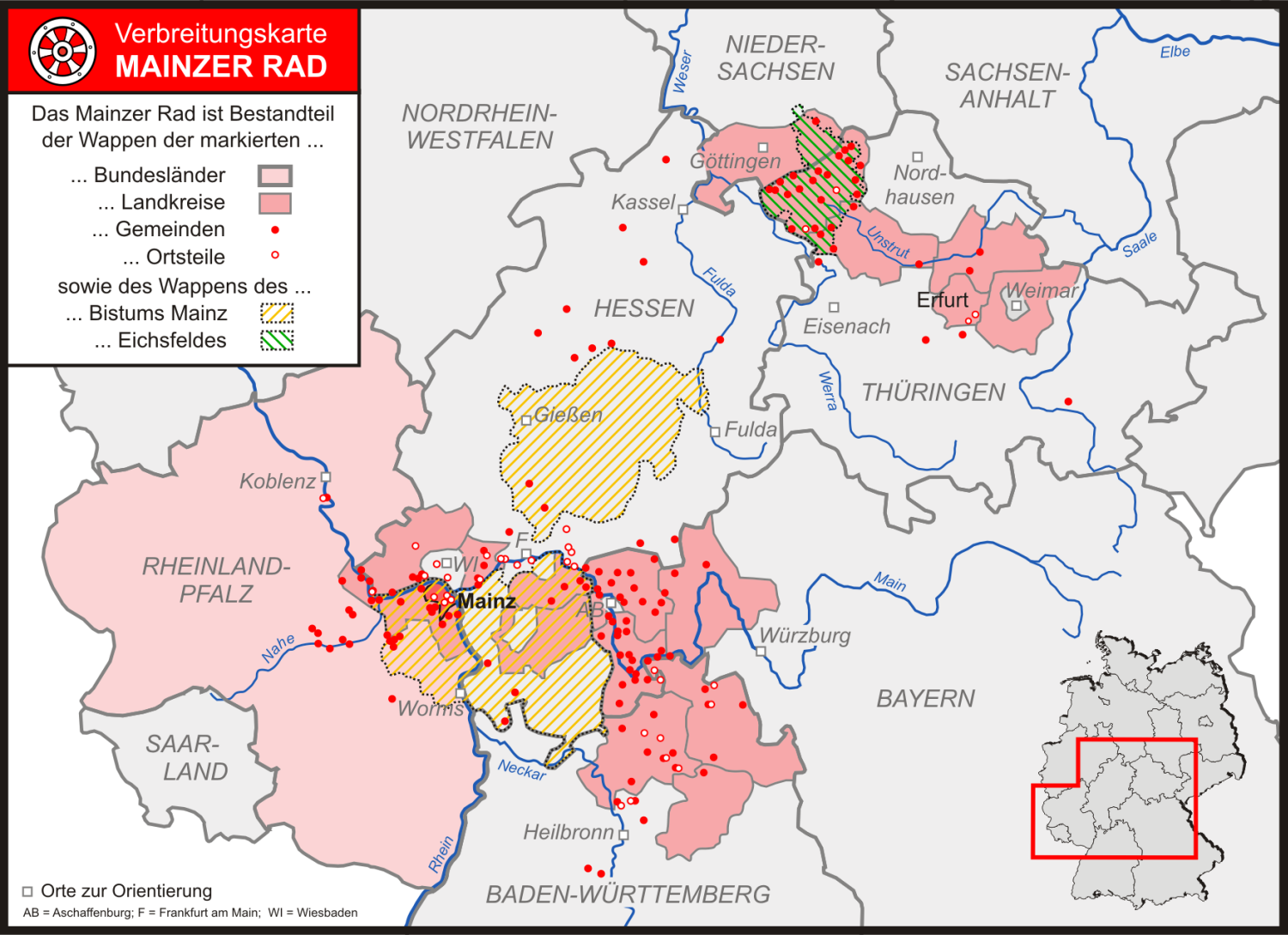
Verbreitung des Mainzer Rades

Diese Liste enthält Kommunalwappen, weitere Wappen und Logos mit dem Mainzer Rad.
Durch die Kurmainzische Landesherrschaft bis 1803 verbreitete sich das Mainzer Rad über das weite Kurmainzer Territorium und ist daher in vielen Kommunalwappen des ehemaligen Hochstifts zu finden.
Darüber hinaus wurde es auch bei der Gestaltung des Wappens des Bundeslandes Rheinland-Pfalz einbezogen und findet sich heraldisch links auf dem Wappenschild.
Die nachfolgende Tabelle enthält neben dem Bundesland Rheinland-Pfalz und dem Bistum Mainz die Gebietskörperschaften und Körperschaften des öffentlichen Rechts, die das Mainzer Rad im Wappen führen oder führten.

## Kommunalwappen mit dem Mainzer Rad
Legende zur Spalte Status:
- Altkreis = ehemaliger Landkreis;
- Alt-RB = ehemaliger Regierungsbezirk;
- Ortsteil = Synonym für Gemeindeteil/Stadtteil/Ortsteil und andere Gebietskörperschaften unterhalb der Gemeindeebene;

| Wappen | Status                  | Ortsname / Verwaltungsgebiet         | Landkreis / Kreisfreie Stadt | Bundesland        | Darstellung Mainzer Rad                             |
| ------ | ----------------------- | ------------------------------------ | ---------------------------- | ----------------- | --------------------------------------------------- |
|        | Stadt                   | Alzenau                              | Aschaffenburg                | Bayern            | Einzelrad                                           |
|        | Altkreis                | Alzenau                              | Alzenau in Unterfranken      | Bayern            | Einzelrad                                           |
|        | Stadt                   | Amöneburg                            | Marburg-Biedenkopf           | Hessen            | Einzelrad                                           |
|        | Ortsteil                | Amöneburg                            | Stadtkreis Wiesbaden         | Hessen            | Einzelrad                                           |
|        | Gemeinde                | Arenshausen                          | Eichsfeld                    | Thüringen         | Einzelrad                                           |
|        | Landkreis               | Aschaffenburg                        | Aschaffenburg                | Bayern            | Einzelrad                                           |
|        | Gemeinde                | Assamstadt                           | Main-Tauber-Kreis            | Baden-Württemberg | Einzelrad mit acht Speichen in verwechselten Farben |
|        | Ortsteil                | Assmannshausen zu Rüdesheim am Rhein | Rheingau-Taunus-Kreis        | Hessen            | Einzelrad                                           |
|        | Stadt                   | Bad Hersfeld                         | Hersfeld-Rotenburg           | Hessen            | Einzelrad                                           |
|        | ehem. Verbandsgemeinde  | Bad Sobernheim                       | Bad Kreuznach                | Rheinland-Pfalz   | Einzelrad                                           |
|        | Stadt                   | Bad Sobernheim                       | Bad Kreuznach                | Rheinland-Pfalz   | Einzelrad                                           |
|        | Ortsteil                | Ballenberg zu Ravenstein             | Neckar-Odenwald-Kreis        | Baden-Württemberg | Einzelrad                                           |
|        | Gemeinde                | Berlingerode                         | Eichsfeld                    | Thüringen         | Einzelrad                                           |
|        | Gemeinde                | Biebergemünd                         | Main-Kinzig-Kreis            | Hessen            | Einzelrad                                           |
|        | Gemeinde                | Billigheim                           | Neckar-Odenwald-Kreis        | Baden-Württemberg | Einzelrad                                           |
|        | Stadt                   | Bingen am Rhein                      | Mainz-Bingen                 | Rheinland-Pfalz   | Einzelrad                                           |
|        | Ortsteil                | Birkungen zu Leinefelde-Worbis       | Eichsfeld                    | Thüringen         | Einzelrad                                           |
|        | Gemeinde                | Blankenbach                          | Aschaffenburg                | Bayern            | Einzelrad                                           |
|        | Verbandsgemeinde        | Bodenheim                            | Mainz-Bingen                 | Rheinland-Pfalz   | Einzelrad                                           |
|        | Gemeinde                | Bönnigheim                           | Ludwigsburg                  | Baden-Württemberg | Einzelrad                                           |
|        | Gemeinde                | Brehme                               | Eichsfeld                    | Thüringen         | Einzelrad                                           |
|        | Ortsteil                | Breitenbach zu Leinefelde-Worbis     | Eichsfeld                    | Thüringen         | Einzelrad                                           |
|        | Gemeinde                | Breitenworbis                        | Eichsfeld                    | Thüringen         | Einzelrad                                           |
|        | Gemeinde                | Bremthal zu Eppstein                 | Main-Taunus-Kreis            | Hessen            | Einzelrad mit vier Speichen                         |
|        | Altkreis                | Buchen                               |                              | Baden-Württemberg | Einzelrad                                           |
|        | Stadt                   | Buchen (Odenwald)                    | Neckar-Odenwald-Kreis        | Baden-Württemberg | Einzelrad                                           |
|        | Gemeinde                | Bürgstadt                            | Miltenberg                   | Bayern            | Einzelrad                                           |
|        | Gemeinde                | Büttstedt                            | Eichsfeld                    | Thüringen         | Einzelrad                                           |
|        | Gemeinde                | Cleebronn                            | Heilbronn                    | Baden-Württemberg | Einzelrad                                           |
|        | Gemeinde                | Collenberg                           | Miltenberg                   | Bayern            | Einzelrad                                           |
|        | Landkreis               | Darmstadt-Dieburg                    | Darmstadt-Dieburg            | Hessen            | Einzelrad                                           |
|        | Ortsteil                | Deuna zu Niederorschel               | Eichsfeld                    | Thüringen         | Einzelrad                                           |
|        | Ortsgemeinde            | Dichtelbach                          | Rhein-Hunsrück               | Rheinland-Pfalz   | Einzelrad                                           |
|        | Gemeinde                | Dorfprozelten                        | Miltenberg                   | Bayern            | Einzelrad                                           |
|        | Ortsteil                | Dromersheim zu Bingen am Rhein       | Mainz-Bingen                 | Rheinland-Pfalz   | Einzelrad (2-mal)                                   |
|        | ehemalige Gemeinde      | Dünwald                              | Unstrut-Hainich-Kreis        | Thüringen         | Einzelrad                                           |
|        | Ortsteil                | Eberstadt zu Buchen (Odenwald)       | Neckar-Odenwald-Kreis        | Baden-Württemberg | Einzelrad                                           |
|        | Ortsgemeinde            | Eckelsheim                           | Alzey-Worms                  | Rheinland-Pfalz   | Einzelrad                                           |
|        | Gemeinde                | Effelder                             | Eichsfeld                    | Thüringen         | Einzelrad                                           |
|        | Ortsteil                | Egstedt zu Erfurt                    | Erfurt                       | Thüringen         | Einzelrad                                           |
|        | Gemeinde                | Eichenbühl                           | Miltenberg                   | Bayern            | Einzelrad                                           |
|        | Landkreis               | Eichsfeld                            | Eichsfeld                    | Thüringen         | Einzelrad                                           |
|        | Region                  | Eichsfeld                            |                              |                   | Einzelrad                                           |
|        | Gemeinde                | Elsenfeld                            | Miltenberg                   | Bayern            | Einzelrad                                           |
|        | Stadt                   | Eltville am Rhein                    | Rheingau-Taunus-Kreis        | Hessen            | Doppelrad                                           |
|        | Stadt                   | Erfurt                               | Erfurt                       | Thüringen         | Einzelrad                                           |
|        | Ortsteil                | Ershausen zu Schimberg               | Eichsfeld                    | Thüringen         | Einzelrad                                           |
|        | Gemeinde                | Faulbach                             | Miltenberg                   | Bayern            | Einzelrad                                           |
|        | Stadt                   | Flörsheim am Main                    | Main-Taunus-Kreis            | Hessen            | Doppelrad                                           |
|        | Gemeinde                | Frammersbach                         | Main-Spessart                | Bayern            | Einzelrad                                           |
|        | Altkreis                | Frankenberg                          |                              | Hessen            | Einzelrad                                           |
|        | Gemeinde                | Freienhagen                          | Eichsfeld                    | Thüringen         | Einzelrad                                           |
|        | Stadt                   | Fritzlar                             | Schwalm-Eder-Kreis           | Hessen            | Doppelrad                                           |
|        | Altkreis                | Fritzlar-Homberg                     |                              | Hessen            | Doppelrad                                           |
|        | Ortsteil                | Gamburg zu Werbach                   | Main-Tauber                  | Baden-Württemberg | Halbrad                                             |
|        | Stadt                   | Gau-Algesheim                        | Mainz-Bingen                 | Rheinland-Pfalz   | Doppelrad                                           |
|        | Verbandsgemeinde        | Gau-Algesheim                        | Mainz-Bingen                 | Rheinland-Pfalz   | Doppelrad                                           |
|        | Ortsgemeinde            | Gau-Bickelheim                       | Alzey-Worms                  | Rheinland-Pfalz   | Einzelrad                                           |
|        | Ortsgemeinde            | Gau-Bischofsheim                     | Mainz-Bingen                 | Rheinland-Pfalz   | Halbrad                                             |
|        | Stadt                   | Geisenheim                           | Rheingau-Taunus-Kreis        | Hessen            | Einzelrad                                           |
|        | Ortsteil                | Geismar zu Göttingen                 | Göttingen                    | Niedersachsen     | Halbrad                                             |
|        | Stadt                   | Gernsheim                            | Groß-Gerau                   | Hessen            | Einzelrad                                           |
|        | Samtgemeinde            | Gieboldehausen                       | Göttingen                    | Niedersachsen     | Einzelrad                                           |
|        | Gemeinde                | Gieboldehausen                       | Göttingen                    | Niedersachsen     | Einzelrad                                           |
|        | Markt                   | Goldbach                             | Aschaffenburg                | Bayern            | Einzelrad                                           |
|        | Landkreis               | Göttingen                            | Göttingen                    | Niedersachsen     | Einzelrad                                           |
|        | Ortsteil                | Götzingen zu Buchen (Odenwald)       | Neckar-Odenwald-Kreis        | Baden-Württemberg | Einzelrad                                           |
|        | Ortsteil                | Griesheim zu Frankfurt am Main       | Frankfurt am Main            | Hessen            | Einzelrad                                           |
|        | Ortsteil                | Großauheim zu Hanau                  | Main-Kinzig-Kreis            | Hessen            | Einzelrad                                           |
|        | Gemeinde                | Großbartloff                         | Eichsfeld                    | Thüringen         | Einzelrad                                           |
|        | Gemeinde                | Großheubach                          | Miltenberg                   | Bayern            | Einzelrad                                           |
|        | Gemeinde                | Großvargula                          | Unstrut-Hainich-Kreis        | Thüringen         | Einzelrad                                           |
|        | Ortsteil                | Großwelzheim zu Karlstein am Main    | Aschaffenburg                | Bayern            | Einzelrad                                           |
|        | Ortsgemeinde            | Gumbsheim                            | Alzey-Worms                  | Rheinland-Pfalz   | Einzelrad                                           |
|        | Gemeinde                | Haibach                              | Aschaffenburg                | Bayern            | Einzelrad                                           |
|        | Gemeinde                | Hainburg                             | Offenbach                    | Hessen            | Einzelrad                                           |
|        | Ortsteil                | Haßloch (Rüsselsheim am Main)        | Groß-Gerau                   | Hessen            | Einzelrad                                           |
|        | Gemeinde                | Hausen                               | Miltenberg                   | Bayern            | Einzelrad                                           |
|        | Ortsteil                | Hechtsheim                           | Mainz                        | Rheinland-Pfalz   | Doppelrad                                           |
|        | Stadt                   | Heilbad Heiligenstadt                | Eichsfeld                    | Thüringen         | Einzelrad                                           |
|        | Ortsteil                | Hemsbach zu Osterburken              | Neckar-Odenwald-Kreis        | Baden-Württemberg | Einzelrad                                           |
|        | Ortsteil                | Herbolzheim zu Neudenau              | Heilbronn                    | Baden-Württemberg | Einzelrad                                           |
|        | Ortsgemeinde            | Hergenfeld                           | Bad Kreuznach                | Rheinland-Pfalz   | Einzelrad                                           |
|        | Stadt                   | Heppenheim                           | Bergstraße                   | Hessen            | Einzelrad                                           |
|        | Ortsteil                | Heyerode zu Südeichsfeld             | Unstrut-Hainich-Kreis        | Thüringen         | Einzelrad                                           |
|        | Ortsteil                | Hochhausen zu Tauberbischofsheim     | Main-Tauber-Kreis            | Baden-Württemberg | Einzelrad                                           |
|        | Ortsteil                | Höchst zu Frankfurt am Main          | Frankfurt am Main            | Hessen            | Einzelrad                                           |
|        | Stadt                   | Hofgeismar                           | Kassel                       | Hessen            | Einzelrad                                           |
|        | Stadt                   | Hofheim am Taunus                    | Main-Taunus-Kreis            | Hessen            | Einzelrad                                           |
|        | Ortsgemeinde            | Hohen-Sülzen                         | Alzey-Worms                  | Rheinland-Pfalz   | Einzelrad                                           |
|        | Landkreis               | Hohenlohekreis                       | Hohenlohekreis               | Baden-Württemberg | Einzelrad                                           |
|        | ehemalige Gemeinde      | Hohes Kreuz                          | Eichsfeld                    | Thüringen         | Einzelrad                                           |
|        | Ortsteil                | Holungen zu Sonnenstein              | Eichsfeld                    | Thüringen         | Einzelrad                                           |
|        | Ortsteil                | Hundeshagen zu Leinefelde-Worbis     | Eichsfeld                    | Thüringen         | Einzelrad                                           |
|        | Gemeinde                | Johannesberg                         | Aschaffenburg                | Bayern            | Einzelrad                                           |
|        | Ortsteil                | Johannisberg zu Geisenheim           | Rheingau-Taunus-Kreis        | Hessen            | Einzelrad                                           |
|        | Gemeinde                | Jossgrund                            | Main-Kinzig-Kreis            | Hessen            | Einzelrad                                           |
|        | Ortsteil                | Jützenbach zu Sonnenstein            | Eichsfeld                    | Thüringen         | Einzelrad                                           |
|        | Gemeinde                | Kahl am Main                         | Aschaffenburg                | Bayern            | Halbrad                                             |
|        | Ortsteil                | Katzental zu Billigheim              | Neckar-Odenwald              | Baden-Württemberg | Einzelrad                                           |
|        | Ortsteil                | Kehlnbach zu Gladenbach              | Marburg-Biedenkopf           | Hessen            | Einzelrad                                           |
|        | Stadt                   | Kelkheim (Taunus)                    | Main-Taunus-Kreis            | Hessen            | Einzelrad                                           |
|        | Gemeinde                | Kella                                | Eichsfeld                    | Thüringen         | Einzelrad                                           |
|        | Gemeinde                | Kiedrich                             | Rheingau-Taunus-Kreis        | Hessen            | Doppelrad                                           |
|        | Gemeinde                | Kirchgandern                         | Eichsfeld                    | Thüringen         | Einzelrad                                           |
|        | Ortsteil                | Kirchheim zu Amt Wachsenburg         | Ilm-Kreis                    | Thüringen         | Einzelrad (3-mal)                                   |
|        | Gemeinde                | Kirchzell                            | Miltenberg                   | Bayern            | Einzelrad                                           |
|        | Ortsteil                | Kirschhausen zu Heppenheim           | Bergstraße                   | Hessen            | Einzelrad                                           |
|        | Ortsteil                | Klein-Auheim zu Hanau                | Main-Kinzig-Kreis            | Hessen            | Einzelrad                                           |
|        | Ortsteil                | Klein-Krotzenburg zu Hainburg        | Offenbach                    | Hessen            | Einzelrad                                           |
|        | Gemeinde                | Kleinostheim                         | Aschaffenburg                | Bayern            | Einzelrad                                           |
|        | Gemeinde                | Kleinwallstadt                       | Miltenberg                   | Bayern            | Einzelrad                                           |
|        | Ortsteil                | Klein-Welzheim zu Seligenstadt       | Offenbach                    | Hessen            | Einzelrad                                           |
|        | Ortsgemeinde            | Klein-Winternheim                    | Mainz-Bingen                 | Rheinland-Pfalz   | Einzelrad                                           |
|        | Gemeinde                | Klettbach                            | Weimarer Land                | Thüringen         | Einzelrad                                           |
|        | Ortsteil                | Klepsau                              | Hohenlohekreis               | Baden-Württemberg | Einzelrad                                           |
|        | Stadt                   | Klingenberg am Main                  | Miltenberg                   | Bayern            | Einzelrad                                           |
|        | Stadt                   | Krautheim                            | Hohenlohekreis               | Baden-Württemberg | Einzelrad                                           |
|        | Ortsteil                | Kreuzebra zu Dingelstädt             | Eichsfeld                    | Thüringen         | Einzelrad                                           |
|        | Gemeinde                | Kriftel                              | Main-Taunus-Kreis            | Hessen            | Einzelrad                                           |
|        | Altkreis                | Künzelsau                            |                              | Baden-Württemberg | Einzelrad                                           |
|        | Stadt                   | Lahnstein                            | Rhein-Lahn-Kreis             | Rheinland-Pfalz   | Einzelrad                                           |
|        | Ortsteil                | Lämmerspiel zu Mühlheim am Main      | Offenbach                    | Hessen            | Einzelrad                                           |
|        | Ortsgemeinde            | Langenthal                           | Bad Kreuznach                | Rheinland-Pfalz   | Einzelrad                                           |
|        | Ortsteil                | Laubenheim zu Mainz                  | Mainz                        | Rheinland-Pfalz   | Halbrad                                             |
|        | Gemeinde                | Leidersbach                          | Miltenberg                   | Bayern            | Einzelrad                                           |
|        | Ortsteil                | Lerchenberg zu Mainz                 | Mainz                        | Rheinland-Pfalz   | Einzelrad                                           |
|        | Verwaltungsgemeinschaft | Lindenberg/Eichsfeld                 | Eichsfeld                    | Thüringen         | Einzelrad                                           |
|        | Altkreis                | Lohr am Main                         |                              | Bayern            | Einzelrad                                           |
|        | Stadt                   | Lorch                                | Rheingau-Taunus-Kreis        | Hessen            | Einzelrad                                           |
|        | Gemeinde                | Mainaschaff                          | Aschaffenburg                | Bayern            | Halbrad                                             |
|        | Gemeinde                | Mainhausen                           | Offenbach                    | Hessen            | Einzelrad                                           |
|        | Landkreis               | Main-Spessart                        | Main-Spessart                | Bayern            | Einzelrad                                           |
|        | Landkreis               | Main-Tauber-Kreis                    | Main-Tauber-Kreis            | Baden-Württemberg | Einzelrad                                           |
|        | Landkreis               | Main-Taunus-Kreis                    | Main-Taunus-Kreis            | Hessen            | Einzelrad                                           |
|        | Stadt                   | Mainz                                | Mainz                        | Rheinland-Pfalz   | Doppelrad                                           |
|        | Landkreis               | Mainz-Bingen                         | Mainz-Bingen                 | Rheinland-Pfalz   | Einzelrad                                           |
|        | Gemeinde                | Marth                                | Eichsfeld                    | Thüringen         | Einzelrad                                           |
|        | Ortsteil                | Mellnau zu Wetter (Hessen)           | Landkreis Marburg-Biedenkopf | Hessen            | Einzelrad                                           |
|        | Stadt                   | Miltenberg                           | Miltenberg                   | Bayern            | Einzelrad (2-mal)                                   |
|        | Landkreis               | Miltenberg                           | Miltenberg                   | Bayern            | Einzelrad                                           |
|        | Gemeinde                | Mömbris                              | Aschaffenburg                | Bayern            | Einzelrad                                           |
|        | Gemeinde                | Mömlingen                            | Miltenberg                   | Bayern            | Einzelrad                                           |
|        | Ortsgemeinde            | Mommenheim (Rheinhessen)             | Landkreis Mainz-Bingen       | Rheinland-Pfalz   | Einzelrad                                           |
|        | Gemeinde                | Mönchberg                            | Miltenberg                   | Bayern            | Einzelrad                                           |
|        | Ortsgemeinde            | Monzingen                            | Bad Kreuznach                | Rheinland-Pfalz   | Einzelrad                                           |
|        | Altkreis                | Mosbach                              |                              | Baden-Württemberg | Einzelrad                                           |
|        | Gemeinde                | Mudau                                | Neckar-Odenwald-Kreis        | Baden-Württemberg | Einzelrad (2-mal)                                   |
|        | Ortsteil                | Mühlberg zu Drei Gleichen            | Gotha                        | Thüringen         | Einzelrad                                           |
|        | Gemeinde                | Münchhausen                          | Marburg-Biedenkopf           | Hessen            | Einzelrad mit fünf Speichen                         |
|        | Ortsteil                | Münster zu Kelkheim (Taunus)         | Main-Taunus-Kreis            | Hessen            | Einzelrad                                           |
|        | Ortsgemeinde            | Nackenheim                           | Mainz-Bingen                 | Rheinland-Pfalz   | Einzelrad                                           |
|        | Verbandsgemeinde        | Nahe-Glan                            | Bad Kreuznach                | Rheinland-Pfalz   | Einzelrad                                           |
|        | Stadt                   | Naumburg                             | Kassel                       | Hessen            | Einzelrad                                           |
|        | Landkreis               | Neckar-Odenwald-Kreis                | Neckar-Odenwald-Kreis        | Baden-Württemberg | Einzelrad                                           |
|        | Stadt                   | Neudenau                             | Heilbronn                    | Baden-Württemberg | Einzelrad mit acht Speichen                         |
|        | Gemeinde                | Neuhütten                            | Main-Spessart                | Bayern            | Einzelrad                                           |
|        | Gemeinde                | Neunkirchen                          | Miltenberg                   | Bayern            | Einzelrad                                           |
|        | Ortsteil                | Neustadt zu Am Ohmberg               | Eichsfeld                    | Thüringen         | Einzelrad                                           |
|        | Stadt                   | Neustadt (Hessen)                    | Marburg-Biedenkopf           | Hessen            | Einzelrad                                           |
|        | Ortsteil                | Nied zu Frankfurt am Main            | Frankfurt am Main            | Hessen            | Einzelrad                                           |
|        | Ortsgemeinde            | Niederheimbach                       | Mainz-Bingen                 | Rheinland-Pfalz   | Einzelrad                                           |
|        | Gemeinde                | Niedernberg                          | Miltenberg                   | Bayern            | Einzelrad                                           |
|        | Stadt                   | Nieder-Olm                           | Mainz-Bingen                 | Rheinland-Pfalz   | Einzelrad                                           |
|        | Verbandsgemeinde        | Nieder-Olm                           | Mainz-Bingen                 | Rheinland-Pfalz   | Einzelrad                                           |
|        | Ortsteil                | Nieder-Roden zu Rodgau               | Offenbach                    | Hessen            | Einzelrad                                           |
|        | Ortsgemeinde            | Niederheimbach                       | Landkreis Mainz-Bingen       | Rheinland-Pfalz   | Einzelrad                                           |
|        | Ortsteil                | Niederrad zu Frankfurt am Main       | Frankfurt am Main            | Hessen            | Halbrad                                             |
|        | Ortsteil                | Niederwalluf zu Walluf               | Rheingau-Taunus-Kreis        | Hessen            | unbekannt                                           |
|        | Gemeinde                | Nöda                                 | Sömmerda                     | Thüringen         | Einzelrad                                           |
|        | Ortsteil                | Obergriesheim zu Gundelsheim         | Heilbronn                    | Baden-Württemberg | Einzelrad                                           |
|        | Ortsteil                | Oberlahnstein zu Lahnstein           | Rhein-Lahn-Kreis             | Rheinland-Pfalz   | Doppelrad                                           |
|        | Gemeinde                | Ober-Mörlen                          | Wetteraukreis                | Hessen            | Einzelrad                                           |
|        | Ortsgemeinde            | Ober-Olm                             | Mainz-Bingen                 | Rheinland-Pfalz   | Einzelrad                                           |
|        | Ortsteil                | Oberrad zu Frankfurt am Main         | Frankfurt am Main            | Hessen            | Halbrad                                             |
|        | Stadt                   | Oberursel (Taunus)                   | Hochtaunuskreis              | Hessen            | Einzelrad                                           |
|        | Ortsteil                | Oberohrn                             | Hohenlohekreis               | Baden-Württemberg | Einzelrad                                           |
|        | Landkreis               | Offenbach                            | Offenbach                    | Hessen            | Halbrad                                             |
|        | Stadt                   | Osterburken                          | Neckar-Odenwald-Kreis        | Baden-Württemberg | Einzelrad                                           |
|        | Pfarrdorf               | Pflaumheim zu Großostheim            | Aschaffenburg                | Bayern            | Einzelrad                                           |
|        | Ortsgemeinde            | Pleitersheim                         | Bad Kreuznach                | Rheinland-Pfalz   | Einzelrad                                           |
|        | Ortsteil                | Poppenhausen zu Wittighausen         | Main-Tauber-Kreis            | Baden-Württemberg | Einzelrad mit acht Speichen                         |
|        | Samtgemeinde            | Radolfshausen                        | Göttingen                    | Niedersachsen     | Halbrad                                             |
|        | Ortsteil                | Rauenberg zu Freudenberg             | Main-Tauber-Kreis            | Baden-Württemberg | Einzelrad                                           |
|        | Ortsteil                | Rauenthal zu Eltville am Rhein       | Rheingau-Taunus-Kreis        | Hessen            | unbekannt                                           |
|        | Stadt                   | Ravenstein                           | Neckar-Odenwald-Kreis        | Baden-Württemberg | Einzelrad                                           |
|        | Gemeinde                | Reinholterode                        | Eichsfeld                    | Thüringen         | Einzelrad                                           |
|        | Ortsteil                | Renshausen zu Krebeck                | Göttingen                    | Niedersachsen     | Einzelrad in verwechselten Farben                   |
|        | Verbandsgemeinde        | Rhein-Nahe                           | Mainz-Bingen                 | Rheinland-Pfalz   | Einzelrad                                           |
|        | Landkreis               | Rheingau-Taunus-Kreis                | Rheingau-Taunus-Kreis        | Hessen            | Einzelrad                                           |
|        | Bundesland              | Rheinland-Pfalz                      |                              | Rheinland-Pfalz   | Einzelrad                                           |
|        | Gemeinde                | Rieneck                              | Main-Spessart                | Bayern            | Einzelrad                                           |
|        | Stadt                   | Rödermark                            | Offenbach                    | Hessen            | Einzelrad                                           |
|        | Stadt                   | Rodgau                               | Offenbach                    | Hessen            | Einzelrad                                           |
|        | Gemeinde                | Rohrberg                             | Eichsfeld                    | Thüringen         | Einzelrad                                           |
|        | Gemeinde                | Röllbach                             | Miltenberg                   | Bayern            | Einzelrad                                           |
|        | Gemeinde                | Rosenberg                            | Neckar-Odenwald-Kreis        | Baden-Württemberg | Einzelrad                                           |
|        | Stadt                   | Rosenthal                            | Waldeck-Frankenberg          | Hessen            | Einzelrad                                           |
|        | Gemeinde                | Rothenbuch                           | Aschaffenburg                | Bayern            | Einzelrad                                           |
|        | Pfarrdorf               | Rottenberg zu Hösbach                | Aschaffenburg                | Bayern            | Einzelrad                                           |
|        | Ortsteil                | Ruchsen zu Möckmühl                  | Heilbronn                    | Baden-Württemberg | Halbrad mit acht Speichen                           |
|        | Ortsteil                | Runzhausen zu Gladenbach             | Marburg-Biedenkopf           | Hessen            | Halbrad                                             |
|        | Gemeinde                | Sailauf                              | Aschaffenburg                | Bayern            | Einzelrad                                           |
|        | Landkreis               | Sankt Goarshausen                    | Sankt Goarshausen            | Rheinland-Pfalz   | Einzelrad                                           |
|        | Ortsgemeinde            | Schloßböckelheim                     | Bad Kreuznach                | Rheinland-Pfalz   | Einzelrad                                           |
|        | Ortsteil                | Schloßborn zu Glashütten (Taunus)    | Hochtaunus-Kreis             | Hessen            | Einzelrad                                           |
|        | Gemeinde                | Schmorda                             | Saale-Orla-Kreis             | Thüringen         | Halbrad                                             |
|        | Gemeinde                | Schöllkrippen                        | Aschaffenburg                | Bayern            | Einzelrad                                           |
|        | Ortsgemeinde            | Schöneberg                           | Bad Kreuznach                | Rheinland-Pfalz   | Einzelrad                                           |
|        | Gemeinde                | Seckach                              | Neckar-Odenwald-Kreis        | Baden-Württemberg | Einzelrad                                           |
|        | Ortsgemeinde            | Seesbach                             | Bad Kreuznach                | Rheinland-Pfalz   | Einzelrad                                           |
|        | Stadt                   | Seligenstadt                         | Offenbach                    | Hessen            | Halbrad                                             |
|        | Ortsteil                | Sieboldshausen zu Rosdorf            | Göttingen                    | Niedersachsen     | Halbrad                                             |
|        | Ortsteil                | Sindeldorf                           | Hohenlohekreis               | Baden-Württemberg | Einzelrad                                           |
|        | Ortsteil                | Sindolsheim zu Rosenberg             | Neckar-Odenwald-Kreis        | Baden-Württemberg | Halbrad                                             |
|        | Stadt                   | Sömmerda                             | Sömmerda                     | Thüringen         | Einzelrad                                           |
|        | Landkreis               | Sömmerda                             | Sömmerda                     | Thüringen         | Einzelrad                                           |
|        | Stadt                   | Stadtallendorf                       | Marburg-Biedenkopf           | Hessen            | Einzelrad                                           |
|        | Ortsteil                | Steinheim zu Hanau                   | Main-Kinzig-Kreis            | Hessen            | Einzelrad                                           |
|        | Gemeinde                | Sulzbach am Main                     | Miltenberg                   | Bayern            | Einzelrad                                           |
|        | Stadt                   | Tauberbischofsheim                   | Main-Tauber-Kreis            | Baden-Württemberg | Einzelrad                                           |
|        | Altkreis                | Tauberbischofsheim                   |                              | Baden-Württemberg | Einzelrad                                           |
|        | Ortsgemeinde            | Trechtingshausen                     | Mainz-Bingen                 | Rheinland-Pfalz   | Einzelrad                                           |
|        | Stadtteil               | Trennfurt zu Klingenberg am Main     | Miltenberg                   | Bayern            | Einzelrad                                           |
|        | Stadt                   | Treffurt                             | Wartburgkreis                | Thüringen         | Einzelrad                                           |
|        | Ortsteil                | Uder zu Uder                         | Eichsfeld                    | Thüringen         | Einzelrad                                           |
|        | Ortsteil                | Ungedanken zu Fritzlar               | Schwalm-Eder-Kreis           | Hessen            | Einzelrad                                           |
|        | Landkreis               | Unstrut-Hainich-Kreis                | Unstrut-Hainich-Kreis        | Thüringen         | Einzelrad                                           |
|        | Regierungsbezirk        | Unterfranken                         |                              | Bayern            | Einzelrad                                           |
|        | Ortsteil                | Urberach zu Rödermark                | Landkreis Offenbach          | Hessen            | Einzelrad                                           |
|        | Stadt                   | Viernheim                            | Bergstraße                   | Hessen            | Einzelrad                                           |
|        | Stadtteil               | Vollmersdorf zu Hardheim             | Neckar-Odenwald-Kreis        | Baden-Württemberg | Einzelrad                                           |
|        | Gemeinde                | Waldaschaff                          | Aschaffenburg                | Bayern            | Einzelrad                                           |
|        | Ortsgemeinde            | Waldböckelheim                       | Bad Kreuznach                | Rheinland-Pfalz   | Einzelrad                                           |
|        | Stadt                   | Walldürn                             | Neckar-Odenwald-Kreis        | Baden-Württemberg | Einzelrad                                           |
|        | Gemeinde                | Walluf                               | Rheingau-Taunus-Kreis        | Hessen            | Doppelrad                                           |
|        | Gemeinde                | Weibersbrunn                         | Aschaffenburg                | Bayern            | Einzelrad                                           |
|        | Gemeinde                | Weilbach                             | Miltenberg                   | Bayern            | Einzelrad                                           |
|        | Ortsteil                | Weilbach zu Flörsheim am Main        | Main-Taunus-Kreis            | Hessen            | Einzelrad                                           |
|        | Ortsgemeinde            | Weiler bei Bingen                    | Mainz-Bingen                 | Rheinland-Pfalz   | Einzelrad                                           |
|        | Landkreis               | Weimarer Land                        | Weimarer Land                | Thüringen         | Einzelrad                                           |
|        | Ortsteil                | Weisenau zu Mainz                    | Mainz                        | Rheinland-Pfalz   | Einzelrad                                           |
|        | Ortsteil                | Weißenborn-Lüderode zu Sonnenstein   | Eichsfeld                    | Thüringen         | Einzelrad                                           |
|        | Ortsgemeinde            | Welterod                             | Rhein-Lahn-Kreis             | Rheinland-Pfalz   | Einzelrad                                           |
|        | Gemeinde                | Werbach                              | Main-Tauber-Kreis            | Baden-Württemberg | Halbrad                                             |
|        | Ortsteil                | Werbachhausen zu Werbach             | Main-Tauber-Kreis            | Baden-Württemberg | Halbrad                                             |
|        | Ortsteil                | Wessental zu Freudenberg             | Main-Tauber-Kreis            | Baden-Württemberg | Halbrad                                             |
|        | Stadt                   | Wetter (Hessen)                      | Marburg-Biedenkopf           | Hessen            | Einzelrad                                           |
|        | Ortsteil                | Wettersdorf zu Walldürn              | Neckar-Odenwald-Kreis        | Baden-Württemberg | Halbrad                                             |
|        | Gemeinde                | Wiesen                               | Aschaffenburg                | Bayern            | Halbrad                                             |
|        | Ortsteil                | Windischholzhausen zu Erfurt         | Erfurt                       | Thüringen         | Einzelrad                                           |
|        | Ortsteil                | Winzenhofen                          | Hohenlohekreis               | Baden-Württemberg | Zwei Einzelräder                                    |
|        | Gemeinde                | Wittighausen                         | Main-Tauber-Kreis            | Baden-Württemberg | Einzelrad mit sieben Speichen                       |
|        | Gemeinde                | Wöllstadt                            | Wetteraukreis                | Hessen            | Halbrad                                             |
|        | Ortsgemeinde            | Wöllstein                            | Alzey-Worms                  | Rheinland-Pfalz   | Einzelrad                                           |
|        | Verbandsgemeinde        | Wöllstein                            | Alzey-Worms                  | Rheinland-Pfalz   | Einzelrad                                           |
|        | Ortsteil                | Worbis zu Leinefelde-Worbis          | Eichsfeld                    | Thüringen         | Einzelrad                                           |
|        | Ortsteil                | Wüstheuterode zu Uder                | Eichsfeld                    | Thüringen         | Einzelrad                                           |
|        | Ortsgemeinde            | Zornheim                             | Mainz-Bingen                 | Rheinland-Pfalz   | Halbrad                                             |

## Wappen der Bischöfe von Mainz
Die Bischofswappen sind in der Liste der Bischöfe von Mainz enthalten.

## Siebmachers Wappenbuch
In Siebmachers Wappenbuch von 1605 ist auf vielen Tafeln eine farbige Zeichnung mit dem Mainzer Wappen abgebildet.
| Wappen | Siebmacher Wappentafel | Position auf der Wappentafel | Bezeichnung       | Beschreibung |
| ------ | ---------------------- | ---------------------------- | ----------------- | --- |
|        | 3                      | 1. Reihe Bild 1              | Ertzbistum Maintz | zwei Einzelräder von einem schräglinken Eisenhutreihe mit je acht Speichen getrennt. Auf dem zweiten Helm ebenfalls ein acht speichiges Rad. |
|        | 9                      | 1. Reihe Bild 1              | Erzbistum Maintz  | in Rot ein sechsspeichiges silbernes Rad. |
|        | 220                    | 3. Reihe Bild 4              | Maintz            | in Rot ein fünfspeichiges silbernes Doppelrad mit einem Kreuz verbunden.                                                                     |
|        | 221                    | 2. Reihe Bild 1              | Erdfurth          | |
|        | 223                    | 2. Reihe Bild 9              | Treffurt          | |
|        | 224                    | 2. Reihe Bild 7              | Miltenberg        | |
|        | 224                    | 2. Reihe Bild 8              | Bischofsheim      | |

## Historische Wappen
| Wappen | Name                                       | Besonderheiten |
| ------ | ------------------------------------------ | -------------- |
|        | Wappen des Großherzogtums Hessen 1902–1918 |                |

## Das Mainzer Rad in Wappen der Bundeswehr
| Wappen | Einheit                                                | Standort                                          |
| ------ | ------------------------------------------------------ | ------------------------------------------------- |
|        | Landeskommando Rheinland-Pfalz (bis 2021)              | Mainz in der Generalfeldzeugmeister-Kaserne Mainz |
|        | Landeskommando Rheinland-Pfalz (seit 2021)             | Mainz in der Generalfeldzeugmeister-Kaserne Mainz |
|        | Landeskommando Thüringen                               | Erfurt                                            |
|        | Verteidigungsbezirkskommando 46                        | Saarlouis                                         |
|        | Transporthubschrauberregiment 30                       | Garnisonsstadt Niederstetten                      |
|        | Luftbewegliche Brigade 1, Kampfhubschrauberregiment 36 | Garnisonsstadt Fritzlar                           |
|        | Feldjägerbataillon 741                                 | Gau-Algesheim                                     |

## Weitere Wappen und Logos mit dem Mainzer Rad
Neben den Stadt- und Ortswappen hat das Mainzer Rad in anderen Wappen und in einigen Firmen- und Vereinslogos Einzug gefunden.
| Wappen/Logo                                    | Name                                                       | Stammsitz          |
| ---------------------------------------------- | ---------------------------------------------------------- | ------------------ |
|                                                | Klinikum der Johannes Gutenberg-Universität Mainz bis 2008 | Mainz              |
|                                                | Bistum Mainz                                               | Mainz              |
|                                                | Polizei-Sportverein Mainz                                  | Mainz              |
|                                                | Sportvereinigung Weisenau                                  | Mainz              |
|                                                | ASV Mainz 1888                                             | Mainz              |
|                                                | Mainzer Aktien Bierbrauerei                                | Mainz              |
|                                                | Landsmannschaft Hercynia Mainz                             | Mainz              |
|                                                | VKDSt Hasso-Rhenania Mainz                                 | Mainz              |
|                                                | Rugby Club Mainz                                           | Mainz              |
| Logo der Freunde der Informatik in Mainz e. V. | Freunde der Informatik in Mainz e. V.                      | Mainz              |
|                                                | Höchster Porzellanmanufaktur                               | Höchst             |
|                                                | Rot-Weiß Erfurt                                            | Erfurt             |
|                                                | Fastnachtswappen                                           | Froschhausen       |
|                                                | 1. KG „Mörlau“ seit 1948                                   | Ober-Mörlen        |
|                                                | Geismar (Adelsgeschlecht)                                  | Geismar (Fritzlar) |